# Руфим III (владика Чорногорії)
Руфим III Болевич (*Руфим Бољевић, д/н — 1685) — митрополит Чорногорії у 1662—1685 роках.

## Життєпис
Походив з впливового роду Пламенац. Народився у містечку Црмніца. Датан народження невідома. Ймовірно очолив боротьбу чорногорців проти політики митрополита Мардарія I. Близько 1662 року стає новим владикою Чорногорії. Перша письмова згадка про Руфима III відноситься до 1673 року.
Рувим активно виступав проти католицьких місіонерів в Чорногорії. Фактично скасував церковну унію з Папською державою. Він домігся повернення до православ'я Лале Дрекалова, воєводу чорногорського клану Кучі.
Руфим III мав великий вплив серед народу, багато зустрічався з людьми, засуджуючи кровну помсту і проклинаючи розбійників. Цим самим намагався зміцнити державу та навести внутрішній лад.
У зовнішній політиці Руфим III був активним прихильником союзу з Венеційською республікою. У 1669 році сприяв відправленню чорногорських гайдуків на чолі із Б. Пивлянином до Криту, де венеційці воювали османськими військами.
Раптово помер у 1685 році. Поховано в монастирі Горне Брчелі. Новим митрополитом став Василь II.